# Túnel Presidente Jânio Quadros
O Túnel Presidente Jânio Quadros  é uma importante via subterrânea da cidade de São Paulo. Ele liga a Avenida Presidente Juscelino Kubitschek, no Itaim Bibi, à Avenida Lineu de Paula Machado e a Rua Engenheiro Oscar Americano, no Morumbi.
Foi inaugurado em 31 de março de 1994, pelo prefeito Paulo Maluf, e custou US$ 178 milhões. A partir de 2009, recebeu obras de expansão.